# Katarzyna Pachulska-Wieczorek
Katarzyna Pachulska-Wieczorek – polska biochemik, pracownik naukowy Instytutu Chemii Bioorganicznej PAN, gdzie kieruje Zakładem Struktury i Funkcji RNA (dawn. Zakład Struktury i Funkcji Retrotranspozonów).

## Życiorys
W 2006 r. obroniła rozprawę doktorską pt. Region TAR liderowego RNA HIV-2 oraz jego oddziaływanie z białkami Tat-2 i Cykliną T1, wykonaną pod kierunkiem prof. Ryszarda Adamiaka w Instytucie Chemii Bioorganicznej PAN. W 2018 r., również w ICHB PAN, uzyskała stopień doktora habilitowanego nauk chemicznych na podstawie pracy pt. Aktywność opiekuńcza białek Gag i Gag-pochodnych względem RNA w aspekcie ich funkcji w replikacji retroelementów.

## Projekty badawcze
Projekty badawcze kierowane przez Katarzynę Pachulską-Wieczorek:
- Aktywność opiekuńcza białek Gag i nukleokapsydu wobec RNA HIV-2: implikacje dla projektowania nowych inhibitorów retrowirusowych, NCN – SONATA 1 (2011–2015)[4]
- Struktura RNA i jego oddziaływania z białkiem Gag warunkujące funkcje RNA Ty1 na różnych etapach replikacji retrotranspozonu, NCN – SONATA BIS 6 (2017–2022)[4]
- Analiza struktury RNA w komórce i jej kompartmentach w skali transkryptomowej oraz identyfikacja wpływu czynników komórkowych na strukturę RNA w S. cerevisiae, NCN – OPUS 20 (od 2021)[4]
- Struktura RNA i jego oddziaływania z białkiem Gag warunkujące funkcje RNA Ty1 na różnych etapach replikacji retrotranspozonu, NCN – SONATA BIS 6
- Yeast cell factory for mRNA bioproduction (YSCRIPT), Pathfinder EIC[2]
- Efektory mobilności retrotranspozonów. Zadanie: Wpływ faktorów restrykcyjnych na strukturę i dynamikę RNA Retrotranspozonów. PI D.J. Garfinkel, UGA USA, NIH[2]